# SOPA
SOPA е абревиатура на английски: Stop Online Piracy Act („Закон за спиране на онлайн пиратството“) или H.R. 3261 – американски лобистки законопроект, внесен в Камарата на представителите на САЩ на 26 октомври 2011 г. от конгресмена Ламар Смит (на английски: Lamar S. Smith) и група от 12 съавтори-конгресмени.
Законопроектът разширява възможността американските правоохранителни органи (полицията) в лицето на службите за борба с нелегалното разпространение и търговия в Интернет с/на продукти интелектуална собственост, защитени от авторското право на САЩ (и контрафакти), да спират и/или закриват цели сайтове като YouTube и дори Уикипедия, където информацията е качена не от собствениците, а от потребители.
Сред най-видните поддръжници на лобисткия законопроект е Рупърт Мърдок, прочул се със скандалите около „световните новини“ през 2011 г. Законопроектът е в интерес на корпорации като News Corp, Sony Music и NBC Universal и още четири музикални компании и три холивудски филмови компании, които разполагат с огромно масмедийно и политическо влияние, още повече, че притежават правата върху интелектуалната собственост на почти цялата продукция на Холивуд и по-голямата част от американската поп музика.

## Противници на SOPA
- Фондация Уикимедия[1]
- ACLU[2]
- AOL[3][4]
- eBay[3][5]
- Encyclopedia Dramatica
- Electronic Frontier Foundation[5]
- Фейсбук[3][4]
- Gandi[6]
- Гугъл[3][4][5]
- Human Rights Watch[5]
- LinkedIn[3]
- Mojang AB[7]
- Mozilla Corporation[3][5]
- NameCheap
- reddit[5]
- Reporters Without Borders[5][8]
- Tumblr[4][5]
- Туитър[3][4][5]
- Yahoo![3][4]
- Ютюб
- Bohemia Interactive Studio[9]
- Лаборатория Касперски[10]
- LiveJournal[11]
- Wordpress
- Фонд за свободно програмно обезпечаване
- Пиратска партия на Русия[12][13]
- Genius.com[14]